# Helle Bütow Jørgensen
Helle Bütow Jørgensen gift Broe født 1963 er en dansk atlet som var medlem af Københavns IF (-1983) og AK73 (1984-).
Bütow Jørgensen vandt seks individuelle bronzemedaljer og syv hold-guld ved DM. Hun deltog i cross VM 1984 hvor hun blev nummer 94.

## Danske mesterskaber
- Bronze 1991 Halvmarathon 1:20.04
- Guld 1991 Halvmarathon – hold 4.11.48
- Guld 1990 Halvmarathon – hold 4.16.24
- Bronze 1989 20 km landevejsløb 1.20.28
- Bronze 1991 15 km landevejsløb – hold 2.49.38
- Bronze 1989 15 km landevejsløb – hold 2.54,55
- Bronze 1987 15 km landevejsløb 54.54
- Sølv 1987 15 km landevejsløb – hold 2.46.14
- Bronze 1986 Kort cross – hold 59.30
- Guld 1986 15 km landevejsløb – hold 2.46.04
- Sølv 1985 Kort cross – hold 1.06.01
- Guld 1984 10 km landevejsløb – hold 1.46.29
- Guld 1985 Kort cross – hold 11 point
- Bronze 1984 Kort cross 19.09,2
- Bronze 1984 3000 meter 9:37.89
- Bronze 1983 3000 meter 9:51.13
- Guld 1983 10 km landevejsløb – hold
- Guld 1982 10 km landevejsløb – hold

## Personlige rekorder
- 800 meter 2.19,8 1984
- 1500 meter: 4.38.05 1984
- 1 mile: 5.13.2 1983
- 2000 meter: 6.27.4 1983
- 3000 meter: 9.37.89 1984
- 5000 meter: 16.52.6 1984
- 10.000 meter 35.50.2 1986

Landevej
- 10 km: 34.02 1984
- 15 km: 54.43 1986
- 20 km: 1.15.44 1986
- Halvmarathon: 1.19.08 1987
- Marathon: 3.05.10 1991